# Magic Mountain
Magic Mountain (no Brasil: A Montanha Mágica) foi um programa infantil produzido pela ABC entre 1997 e 1998. O programa utilizava atores vestidos em trajes de bonecos similar a programas como Vila Sésamo e Bananas de Pijamas.
No Brasil o programa foi exibido pela TV Cultura entre os anos de 2001 e 2004.

## Enredo
O cenário se passa numa montanha mágica com toques de cultura chinesa do qual vivem quatro amigos um Leão, uma Panda, uma Tartaruga e um Dragão que vigia a montanha. Leão é bastante agitado, vaidoso e cheio de energia. Panda é curiosa e brincalhona sempre se deparando com um problema. Tartaruga é calma e um tanto medrosa sempre contando com a ajuda de seus amigos. Dragão possui poderes mágicos e mora numa caverna. Cada episódio sempre é protagonizado por um dos personagens que sempre aprendem lições a cada aventura.

## Personagens
- Dragão (Anthony Ackroyd)

- Panda (Helen Dallimore)

- Leão (Steve J. Spears)

- Tartaruga (Cornelia Frances)